# محمد بن خليل القاوقجي
محمد بن خليل القاوقجي (1809 - 1888)، هو محدِّث وخطيب وفقيه حنفي لبناني.

## مسيرته

### نسبه
هو محمد بن خليل بن إبراهيم بن محمد بن علي بن محمد شمس الدين الحسني المشيشي الطرابلسي الشهير بأبي المحاسن القاوقجي، نسبة إلى القاووق، وهو لقب لأَحد أَجداده، لُقِّب به لأَنَّه صنع قاووقاً وأهداه إلى السلطان مصطفى خان العثماني، ومن ثم اشتهر عَقِبه بهذه النسبة، والقاووق تاجٌ كانت الملوك تلبسه ثم لَبِسه العلماء ثم العامة ثم تُرِكَ.

### مولده وتعليمه
ولد في 12 ربيع الأول 1224هـ بمدينة طرابلس وتوفي والده وهو صغير فربي يتيماً، وتلقى مبادئ العلوم الشرعية والعربية في بلده، ثم رحل إلى مصر سنة 1239هـ، فدرس في الجامع الأزهر، وأخذ عن أعلام عصره، ومن أشهرهم الشيخ إبراهيم الباجوري والشيخ حسن القويسني، والشيخ محمد أحمد يوسف البهي، فقرأ عليهم في فنون كثيرة، وأخذ التصوف عن الشيخ محمد صالح السباعي العدوي، كما اعتنى بالحديث وفنونه وخاصة الإسناد، فأخذ عن أعلامه، ومنهم الشيخ محمد عابد السندي وغيره، وتفرَّد بعلوِّ الإسناد في عصره ومعرفة الحديث رواية ودراية، حتى أصبح مقصد أهل عصره في هذا الفن، وبعد أن تضلَّع من مختلف العلوم عاد إلى بلده، واشتغل فيها بالتدريس والإفادة، وغلب عليه الاشتغال بالحديث وعلومه، والتصوف حتى عُدَّ من أعلام الصوفية، وترجمه النبهاني في كتابه «جامع كرامات الأولياء».

### أعماله
للقاوقجي مؤلفات عدة، فقد ذكر عبد الحي الكتاني أنَّه أَلَّف نحو مئة تصنيف ما بين مطوَّل ومختصر، وقال زكي مجاهد في الأعلام الشرقية إنه ألَّف نحو مئتي مصنَّف، وعدَّد 75مؤلفاً، منها: في التفسير وعلوم القرآن: «مسرة العينين في حاشية الجلالين»، و«ربيع الجنان في تفسير القرآن»، و«مواهب الرحمن في خصائص القرآن»، و«جمال الرقص في قراءة حفص» وشرحه، و«عجالة المستفيد في أحكام التجويد».
وفي الحديث وعلومه: «اللؤلؤ المرصوع فيما قيل ليس له أصل وبأصله موضوع» وهو أشهر مؤلفاته على الإطلاق، و«الجامع الفياح للكتب الثلاثة الصحاح» - أي الموطأ والمسلم والبخاري، و«الذهب الإبريز شرح المعجم الوجيز« وهو شرح «المعجم الوجيز من أحاديث الرسول العزيز» لعبد الله بن إبراهيم المرغيني جمعه من «الجامع الصغير» للسيوطي و«كنوز الحقائق» للمناوي، ورسالة على قواعد الإسلام الخمس في الحديث، ورسالة في مصطلح الحديث، وشرح «قصيدة غرامي صحيح» في مصطلح الحديث أيضاً، و«معدن اللآلي في الأسانيد العوالي».
وفي الفقه: «بغية الطالبين فيما يجب من أحكام الدين» وفي المذاهب الأربعة، «سفينة النجاة في معرفة الله وأحكام الصلاة» وشرحها، و«ضوء المنازل فيما ورد من النوافل»، و«غنية الطالبين من أحكام الدين»، و«شرح كفاية الغلام».
وفي التصوف: «البرقة الدهشية في لبس الخرقة الصوفية»، و«تحفة الملوك في السير والسلوك»، و«شرح الآجرومية على لسان السادة الصوفية»، و«شوارق الأنوار الجليلة في أسانيد السادة الشاذلية»، و«الطور الأعلى شرح الدور الأعلى» لمحيي الدين بن عربي، يحتوي على أوفاق في سر الحروف وخواص الحزب المذكور، و«قواعد التحقيق في أصول أهل الطريق»، و«المقاصد السنية في آداب السادة الصوفية».
ومن مؤلفاته أيضاً: «الاعتماد في الاعتقاد»، و«البهجة القدسية في الأنساب النبوية»، و«رسالة في المنطق»، و«روح البيان في خواص النبات والحيوان»، و«شرح آداب البحث»، و«شرح الشافية لابن الحاجب في النحو»، و«شرح الكافي في علمي العروض والقوافي»، و«فتح الرحمن في فضائل رمضان»، و«كواكب الترصيف فيما للحنفية من التصنيف».

## وفاته
تُوفي في السابع من ذي الحجة سنة 1305 هـ الموافق لـ 1888، ودُفن بقرية بمقبرة المعلا بمكة المكرمة، قرب السيدة خديجة رضي الله عنها.